# كوتلاس
كوتلاس (بالروسية: Котлас) هي إحدى مدن روسيا في الكيان الفدرالي الروسي أوبلاست أرخانغلسك.

## المناخ
يظهر الجدول التالي التغييرات المناخية على مدار السنة لكوتلاس:
| البيانات المناخية لـكوتلاس        | البيانات المناخية لـكوتلاس | البيانات المناخية لـكوتلاس | البيانات المناخية لـكوتلاس | البيانات المناخية لـكوتلاس | البيانات المناخية لـكوتلاس | البيانات المناخية لـكوتلاس | البيانات المناخية لـكوتلاس | البيانات المناخية لـكوتلاس | البيانات المناخية لـكوتلاس | البيانات المناخية لـكوتلاس | البيانات المناخية لـكوتلاس | البيانات المناخية لـكوتلاس | البيانات المناخية لـكوتلاس |
| الشهر                             | يناير                      | فبراير                     | مارس                       | أبريل                      | مايو                       | يونيو                      | يوليو                      | أغسطس                      | سبتمبر                     | أكتوبر                     | نوفمبر                     | ديسمبر                     | المعدل السنوي              |
| --------------------------------- | -------------------------- | -------------------------- | -------------------------- | -------------------------- | -------------------------- | -------------------------- | -------------------------- | -------------------------- | -------------------------- | -------------------------- | -------------------------- | -------------------------- | -------------------------- |
| متوسط درجة الحرارة الكبرى °م (°ف) | −10 (14)                   | −9 (16)                    | −1 (30)                    | 6 (43)                     | 14 (57)                    | 20 (68)                    | 22 (72)                    | 20 (68)                    | 12 (54)                    | 4 (39)                     | −2 (28)                    | −7 (19)                    | 5 (41)                     |
| المتوسط اليومي °م (°ف)            | −14 (7)                    | −12 (10)                   | −6 (21)                    | 1 (34)                     | 8 (46)                     | 14 (57)                    | 17 (63)                    | 14 (57)                    | 8 (46)                     | 1 (34)                     | −4 (25)                    | −10 (14)                   | 1 (34)                     |
| متوسط درجة الحرارة الصغرى °م (°ف) | −18 (0)                    | −17 (1)                    | −10 (14)                   | −2 (28)                    | 3 (37)                     | 8 (46)                     | 11 (52)                    | 9 (48)                     | 4 (39)                     | −1 (30)                    | −7 (19)                    | −14 (7)                    | −2 (28)                    |
| الهطول مم (إنش)                   | 32 (1.3)                   | 22 (0.9)                   | 21 (0.8)                   | 37 (1.5)                   | 43 (1.7)                   | 56 (2.2)                   | 72 (2.8)                   | 68 (2.7)                   | 50 (2.0)                   | 53 (2.1)                   | 43 (1.7)                   | 39 (1.5)                   | 535 (21.1)                 |
| المصدر: Weatherbase               |                            |                            |                            |                            |                            |                            |                            |                            |                            |                            |                            |                            |                            |

## أعلام
- بوريس روليد
- فيرا ألينتوفا